# (5214) Oozora
(5214) Oozora ist ein Asteroid des Hauptgürtels, der am 13. November 1990 von den japanischen Astronomen Atsushi Takahashi und Kazurō Watanabe am Kitami-Observatorium (IAU-Code 400) entdeckt wurde.
Namensgeber des Asteroiden ist der Ōzora (おおぞら) (dt. Weiter Himmel), ein Schnellzug, der die Städte Hakodate und Kushiro auf Hokkaidō verbindet. Der Zug legt die 580 km lange Strecke in weniger als acht Stunden zurück.